# ویلسهاراد
ویلسهاراد (به سوئدی: Vilshärad) یک سکونتگاه مسکونی در سوئد است که در شهر هالمستاد واقع شده‌است.

## خصوصیات
ویلسهاراد ۰٫۸۵ کیلومترمربع مساحت و ۶۵۶ نفر جمعیت دارد.